# Натан бек Амирхан
Натан бек Амирхан, с псевдоним Князев, е арменски композитор, пианист, диригент и музикален педагог.

## Биография и творчество
Натан бек Амирхан е роден на 30 март 1872 г. в Истанбул, но е арменец по народност. Той е внук на Мирза Фарух бек Амирханзи, който е осиновен принц на иранския шах. Бащата на Натан е Аврам бек Амирхан, известен за времето си учен в областта на ориенталистиката. Участвал е в написването на речник на тюркменските езици и е един от преводачите на Библията и Корана на арменски език (с кавказко наречие). При преместване на семейството му във Варна, той обръща внимание на братя Шкорпил върху значението на Мадарския конник за историята на древна България.
Натан първоначално учи в Тифлис, след това – в реалното училище св. Петър и св. Павел в Москва и завършва руска гимназия в гр. Хелзинки (Финландия). Получава първите си познания по музика от своята музикална майка, която е имала прекрасен глас. Натан бързо напреднал в музикалната си подготовка и на 8-годишна възраст при нужда замествал органиста на местната лютеранска църква. Когато Натан навършил 15 години, семейството било заточено в Сибир, поради участия на баща му в евангелски събрания. При освобождението им, те се заселват в Хелзинки, Финландия. Там в продължение на 3 години, Натан посещава Музикалния институт, където учи пиано при проф. Хюмандер и проф. Деек (ученик на Лист), орган при проф. Рихард Фалтик, теория, контрапункт, фуга, канон, свободна композиция при проф. Мартин Веселиус. След голямото клане на арменците през 1896 година в Турция, хиляди от тях търсят спасение в България. През 1897 година, родителите на Натан се преместват във Варна, където имало множество арменци.
От Варна Натан, заедно с родителите си се отправя за Германия, където се записва и учи в Мюнхенската музикална академия при проф. Йозеф Райнбергер, проф. Перфел. Тригодишния курс в академията Натан завършва за една година и се дипломира през 1900 г. Завръщайки се във Варна, той сформира малък симфоничен оркестър и основава музикално дружество „Гусла“.
Натан бек Амирхан е поканен в гр. Одеса, Русия, като заема редица длъжности: органист в лютеранската църква, диригент на хоров състав от 60 души, преподавател по музика в няколко училища и помощник-диригент на Одеската опера.
Името на Натан бек Амирхан нашумява и той е извикан в София за диригент на създадената първа българска опера – „Оперна дружба“. Поканата е изпратена лично от големия български певец Стоян Михайлов и през 1910 година той се завръща.
Той успява да постави операта „Демон“ от А. Рубинщайн, която се е играла няколко пъти в салона на „Славянска беседа“. Поради възникналите нередности и напрежение Натан бек Амирхан изоставя всичко и заминава за гр. Бостън (САЩ) по покана на шведския мъжки хор „Хармония“ за негов диригент. Там е приет много добре. Поканен е за органист в няколко евангелски църкви. Той изнася множество концерти в различни градове и става хоров диригент в операта.
Поради влошаване на политическата обстановка и назряване на условията за започване на Първата световна война, през 1914 година, той след три години успешна работа напуща Америка и окончателно се завръща в България, която за него става втора родина.
По това време той приема и името Князев за псевдоним. Установява се в София, където преподава частни уроци, ръководи като диригент оперна трупа „Свободен театър“ и през останалите повече от 25 години от своя живот е органист в Евангелската методистка църква „Д-р Алберт Лонг“ в София. Бил е голям импровизатор на духовна музика. Натан Князев е бил озключително тих и скромен човек. Оставил е за поколенията много свои композиции: операта „Иванко“ (по драмата на В. Друмев) представена 14 пъти в Народната опера, операта „Ралица“, ораторията „Христос“, 19 песни по стихотворенията на Хр. Ботев (често изпълнявани през 30-те години), няколко стотици духовни и други песни по текстове на различни езици, поместени в сборника „Духовни песни“ с №№ 71, 246, 257, 304, 331, 385 и 411, композитор е на музиката за текстовете, които са създадени по случай раждането на Негово Величество Симеон Втори Сакскобургготски.
Участвал е в множество концерти, като органист, пианист и диригент не само в България, но и по света. Например, във Финландия – Хелзинки – в Ниа Кучка, в Катедралата; в Швеция — Малмьо; в Дания — Копенхаген; в Лотарингия — Мьорхинген; Германия (при Берлин) – Ной Кьолн, Диденкофен, Нойшател и др. В София, той е познат на обществеността с присъствието му в „Д-р Лонг“ и концертите в зала България.
Натан Князев акомпанира на Сашо Попов, д-р Докторов, Хр. Морфова и др. Имал е концерти в Бостън, където ръководи сборен хор от 450 души на Лютеранските църкви и за работата му с норвежки хор при тържествата при пристигането на изследователя Руал Амундсен в Бостън, след откриването на Южния полюс. Прави концерти из Америка в градовете Вустер, Филаделфия, Провиденс, Ловел, Лин, и др.
Въпреки популярността си е бил беден. През 1901 година организира концерт в салона на Морската градина с Александър Краев (оперен певец) и Мустаков. Програмата била от негови сола и дуети на руски и български. Поради слаба разгласа, салонът е бел почти празен – само 8 души. Към края на първата част в салона влиза един руски капитан от търговския флот, който впечатлен от музиката решава да помогне и изкупува всичките билети.
В интервюто му направено от Васил. П. Василев, Князев е запитан: „По колко часа дневно свирите?” – „Около 8-10 часа. Пиша оратория и оркестрирам.“ На въпроса Срещате ли пречки?” той отговаря: „Лишен съм от осветление и нямам електрическа инсталация. Работя на газово осветление, когато има газ. Дават месечно по четвърт килограм на човек.“ Натан Князев живеел в малка къщичка извън София. Макар в последните години от живота си да чувства недоимък, той бил вътрешно много богат.
Бил е силен шахматист, полиглот – владеел е арменски, руски, шведски, немски, английски и български и е ползвал фински, норвежки и датски.
Умира през 1949 г., на 77-годишна възраст.